# Ибирасу
Ибирасу (порт. Ibiraçu)  —  муниципалитет в Бразилии, входит в штат Эспириту-Санту. Составная часть мезорегиона Северное побережье штата Эспириту-Санту. Входит в экономико-статистический  микрорегион Линьярис. Население составляет 10 688 человек на 2006 год. Занимает площадь 199,824 км². Плотность населения — 53,5 чел./км².

## История
Город основан 11 сентября 1891 года.

## Статистика
- Валовой внутренний продукт на 2003 составляет 83.517.471,00 реалов (данные: Бразильский институт географии и статистики).
- Валовой внутренний продукт на душу населения на 2003 составляет 8.001,29 реалов (данные: Бразильский институт географии и статистики).
- Индекс развития человеческого потенциала на 2000 составляет 0,780 (данные: Программа развития ООН).

## География
Климат местности: тропический. В соответствии с классификацией Кёппена, климат относится к категории Aw.